# Joseph Aidoo
Joseph Aidoo (Tema, 1995. szeptember 29. –) ghánai válogatott labdarúgó, a spanyol Celta Vigo hátvédje.

## Pályafutása

### Klubcsapatokban
Pályafutását hazájában, az Inter Alliesben kezdte, ahol a 2013–2014-es idényben mutatkozott be a ghánai élvonalban. A szezon végén jelölték az év védője címre, a következő idényben pedig ő volt a csapat kapitánya.
2015 augusztusában a svéd első osztályú Hammarby IF vette kölcsön fél évre. A 2015-ös bajnokságban mindössze egyszer, a címvédő Malmö FF elleni bajnokin kapott játéklehetőséget. Bár csapata 1–0-ra kikapott, a Hammarby szurkolói őt látták a mérkőzés legjobbjának.
A 2016-os bajnokságot megelőzően a svéd csapat hároméves szerződést kötött a ghánai védővel. Május 18-án játszotta szezonbeli első bajnokiját, kezdőként lépett pályára, majd a félidőben lecserélték.
A szezon közepétől Nanne Bergstrand vezetőedző az újonnan igazolt David Boo Wiklanderrel együtt Aidoónak adott legtöbbször lehetőséget a védelem közepén, a Hammarby pedig az ezt követő időszakban egymást követő hat bajnokin nem kapott gólt, hetet pedig megnyert, a sorozatot az Örebro elleni 1–1-es döntetlen szakította meg szeptember 12-én.
A 2017-es idény első hat bajnokiját a Hammarby mindössze hat gólt kapott, Aidoót pedig a tekintélyes Goal című szaklap a legjobb afrikai játékosok közé sorolta.
2017. július 24-én három évre szóló szerződést írt alá a belga Genk csapatához, amely sajtóhírek szerint kétmillió euró körüli összeget fizetett érte a Hammarbynak. Új csapatában augusztus 26-án, a Mechelen elleni bajnokin mutatkozott be. Első gólját október 22-én szerezte, a Genk azzal a találattal győzte le 1–0-ra az Anderlechtet, Aidoót pedig a mérkőzés legjobb játékosának választották. Szeptember 23. és november 19. között a Genk nyolcmérkőzéses veretlenül lejátszott bajnoki sorozatot produkált, Aidoo pedig alapembere volt a csapatnak. A 2018-2019-es idény végén bajnoki címet szerzett a klubbal.
2019. július 11-én a spanyol első osztályban szereplő Celta Vigo szerződtette, nyolcmillió eurót fizetve érte a belga csapatnak.

### A válogatottban
Részt vett a 2015-ös U20-as labdarúgó-világbajnokságon, ahol Ghána mali ellen esett ki a nyolcaddöntőben, és ugyanebben az évben tagja volt a korosztályos Afrika-kupán szereplő ghánai csapatnak is, amely bronzérmet szerzett a kontinenstornán. 
A ghánai felnőtt válogatottban 2019. március 26-án mutatkozott be a mauritániai válogatott elleni felkészülési mérkőzésen.

## Statisztika

### A válogatottban
2022. november 17. szerint.
| Ghána    |               |     |
| Év       | Pályára lépés | Gól |
| 2019     | 5             | 0   |
| 2020     | 3             | 0   |
| 2021     | 2             | 0   |
| 2022     | 1             | 0   |
| Összesen | 11            | 0   |